# Сатаплия
Ка́рстовые пеще́ры Сата́плии (груз. სათაფლიის_კარსტული_მღვიმეები) — группа карстовых пещер в Западной Грузии, в Цхалтубском муниципалитете (Имеретия), в 10 км от Кутаиси в северо-западном направлении (пещера Кумистави и др.). Пещеры расположены на территории Сатаплийского государственного заповедника.

## Спелеологическая характеристика
Абсолютная высота пещер меняется от 275 до 405 метров. Богаты как эстетически, так и видами флоры и фауны. На прилегающей территории расположен колхидский лес с реликтовыми и эндемичными растениями, а также следами динозавров.
Из пяти пещер для доступа туристов открыта только одна (№ 1).
Институт Вахушти собрал спелеологическую экспедицию, которой было поручено исследование пещер на территории Грузии, в том числе и пещер Сатаплии, которые были досконально изучены.

## Галерея

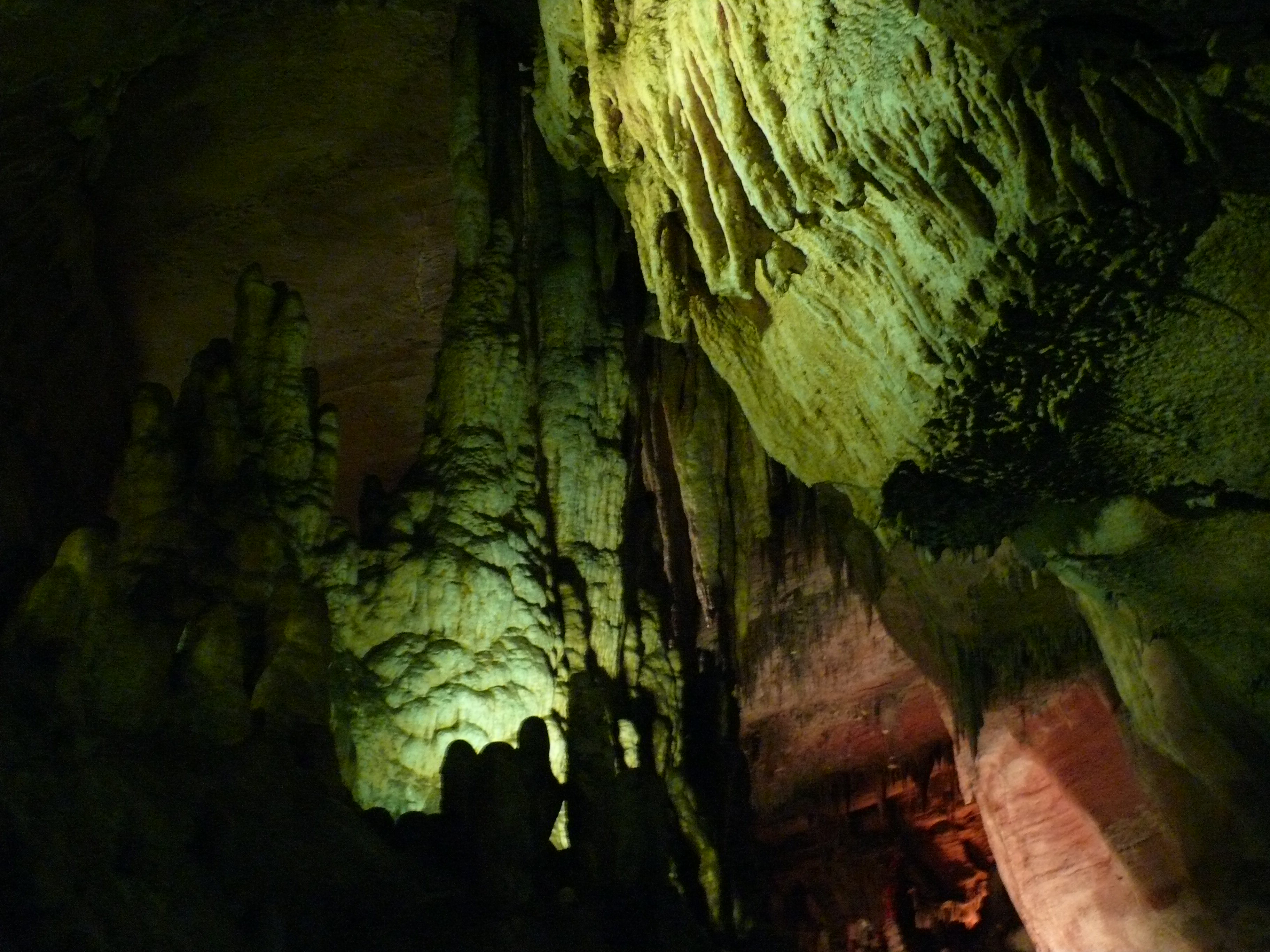
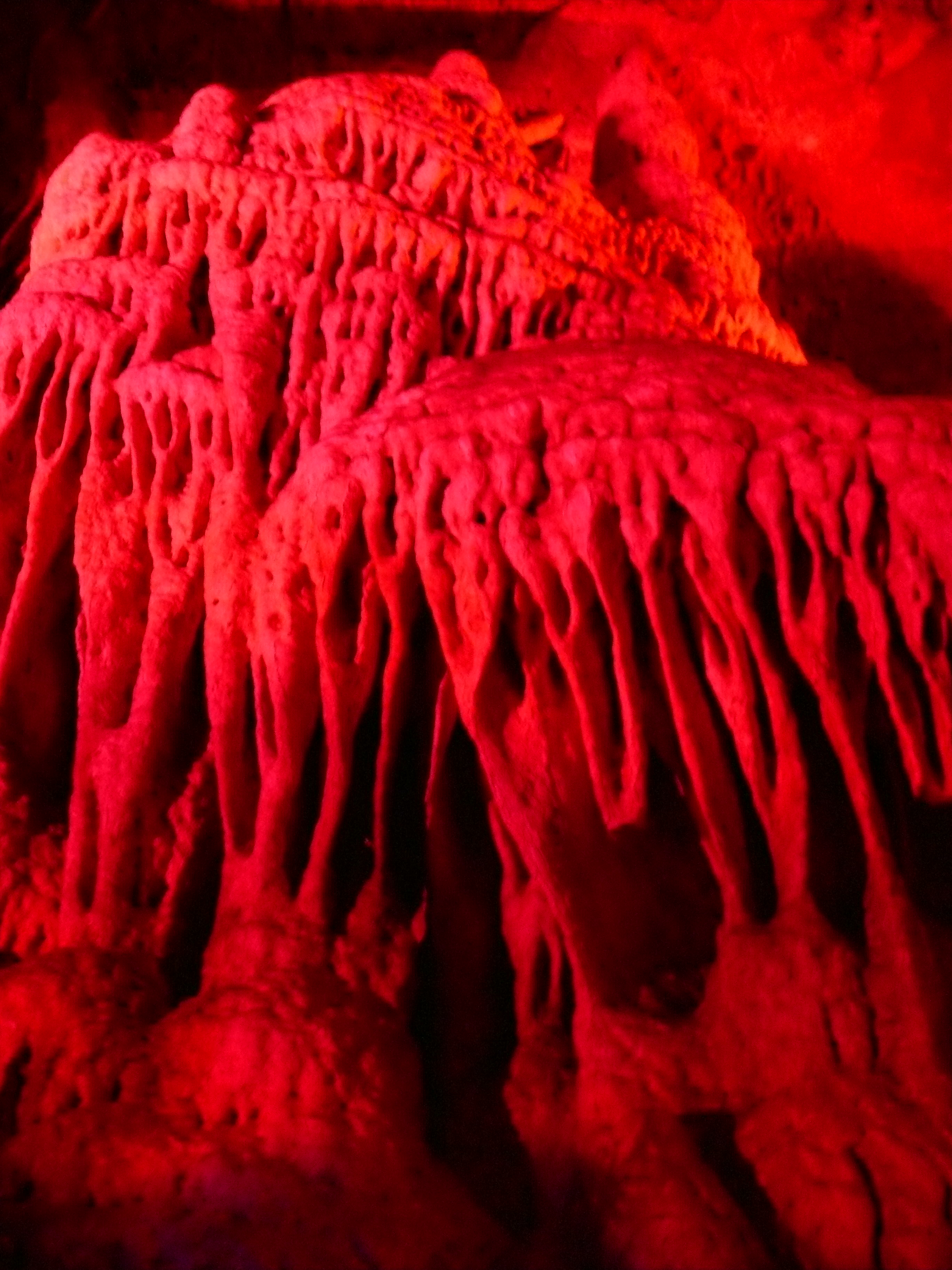
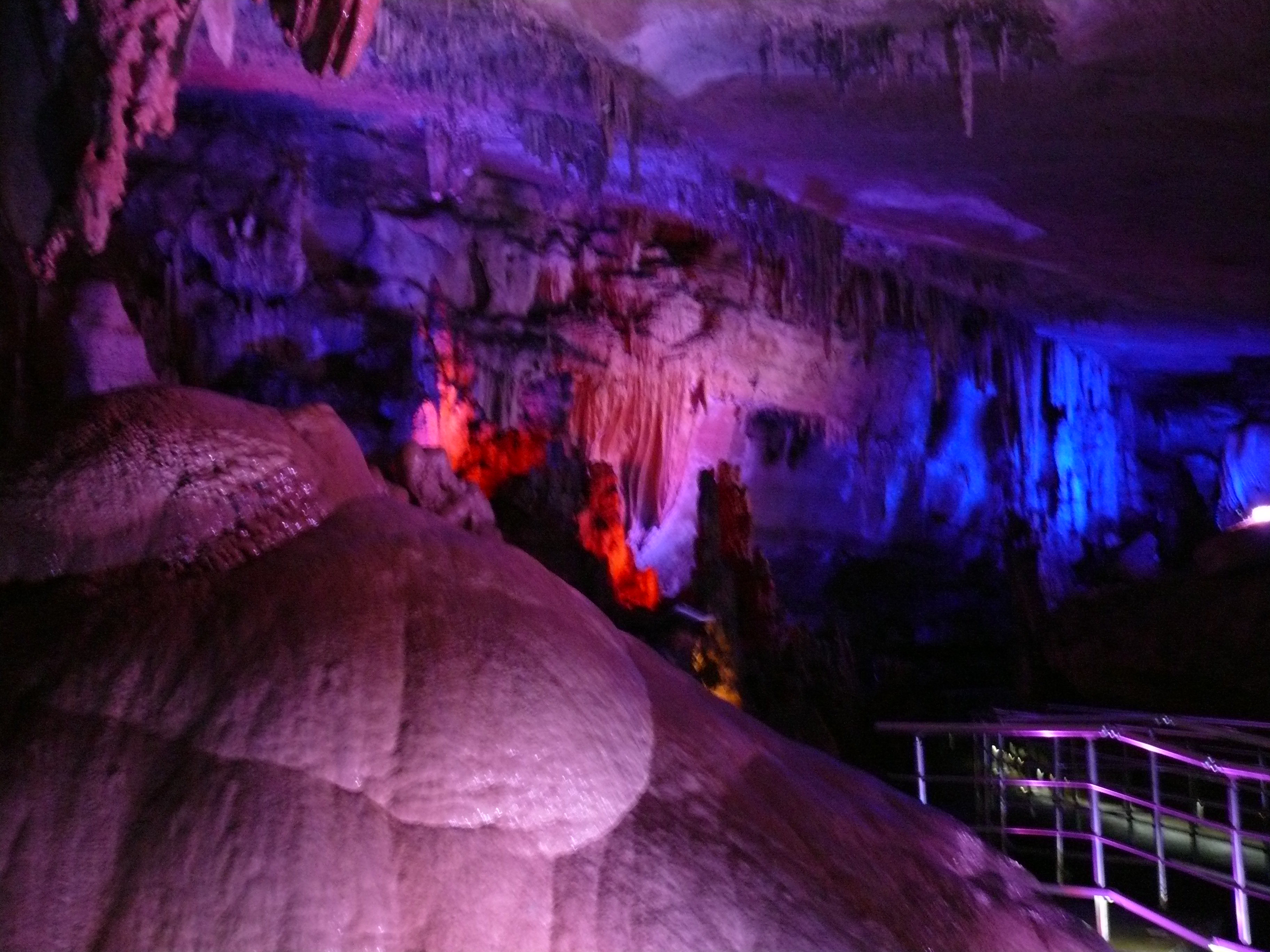